# 长官镇 (永顺县)
长官镇，是中华人民共和国湖南省湘西土家族苗族自治州永顺县下辖的一个乡镇级行政单位。

## 行政区划
长官镇下辖以下地区：
集坪社区、长官社区、贺喜村、集六村、小水溪村、长坪村和马石村。